# عيظومة رودسية
العيظومة الرودسية (الاسم العلمي:Ostreopsis rhodesiae) هي نوع من الأسناخ الصبغية تتبع جنس العيظومة من فصيلة كييسات النار.